# Yeóryios Papasidéris
 (décembre 2023).
Si vous disposez d'ouvrages ou d'articles de référence ou si vous connaissez des sites web de qualité traitant du thème abordé ici, merci de compléter l'article en donnant les références utiles à sa vérifiabilité et en les liant à la section « Notes et références ».
Yeóryios Papasidéris (en grec moderne : Γεώργιος Παπασιδέρης), ou Yórgos Papasidéris (Γιώργος Παπασιδέρης), né en 1875, est un ancien athlète grec, médaillé olympique de bronze lors des Jeux olympiques d'été de 1896 à Athènes.
Yeóryios Papasidéris dispute l'épreuve du lancer du poids, terminant troisième avec un meilleur jet de 10,36 mètres et il sera crédité de la médaille de bronze selon le classement postérieur établi par le Comité international olympique. En effet, en 1896, les troisièmes ne reçoivent aucune distinction.
Il participe également au concours du lancer du disque, son classement et sa performance ne sont pas connues. Il en effet terminé entre la cinquième et la neuvième place (neuf concurrents) et seuls, les quatre premiers ont eu leurs performances et leurs classements retenus.
Pour la discipline de l'haltérophilie, il concourt dans l'épreuve du poids lourd à deux bras, dans un style à ce jour connu comme l'épaulé-jeté. Papasidéris termine à égalité avec Carl Schuhmann (Allemagne) à la quatrième place. Ils ont réussi une performance de 90,0 kilogrammes.

## Palmarès

### Jeux olympiques d'été
- Jeux olympiques d'été de 1896 à Athènes
  -  Médaille de bronze au lancer du poids.
    - Participe au lancer du disque (résultats inconnus).

- - Haltérophillie :
    - 4e de l'épreuve à deux mains.